# Eaton Bray
Eaton Bray – wieś w Anglii, w hrabstwie ceremonialnym Bedfordshire, w dystrykcie (unitary authority) Central Bedfordshire. Leży 31 km na południe od centrum miasta Bedford i 53 km na północny zachód od centrum Londynu. Miejscowość liczy 3 240 mieszkańców.